# Aimé Jacquet
Aimé Étienne Jacquet (Sail-sous-Couzan, 27 november 1941) is een Frans voormalig profvoetballer en voetbaltrainer.
Jacquet heeft gevoetbald voor AS Saint-Étienne en Olympique Lyonnais. Met Saint-Étienne werd hij vijf keer kampioen van Frankrijk en won hij twee keer de Coupe de France. Tijdens zijn carrière kwam hij twee keer uit voor het Frans voetbalelftal. Hierin kwam hij niet tot scoren.
Na zijn professionele carrière als voetballer, ging Jacquet als coach aan de slag. Met Girondins Bordeaux werd hij drie keer kampioen en won hij twee keer de Coupe de France. Verder was hij trainer van Olympique Lyonnais, Montpellier HSC en AS Nancy. Van 1993 tot 1998 was Jacquet bondscoach van Frankrijk. In 1998 werd hij met dit elftal wereldkampioen. In datzelfde jaar ontving hij het Legioen van Eer.

## Erelijst
Als speler
 AS Saint-Étienne
- Division 2: 1962/63
- Division 1: 1963/64, 1966/67, 1967/68, 1968/69, 1969/70
- Challenge des champions: 1967, 1968, 1969
- Coupe de France: 1967/68, 1969/70

Als trainer
 Girondins de Bordeaux
- Division 1: 1983/84, 1984/85, 1986/87
- Coupe de France: 1985/86, 1986/87
- Trophée des Champions: 1987

 Frankrijk
- FIFA WK: 1998

Individueel
- Frans Voetbaltrainer van het Jaar: 1981, 1984, 1998
- Frans Voetbaltrainer van de Eeuw
- IFFHS Beste Nationale Voetbaltrainer: 1998
- Europees Voetbaltrainer van het Jaar – Tommaso Maestrelli-prijs: 1998
- Onze d'or Voetbaltrainer van het Jaar: 1998
- Berlin-Britz Voetbaltrainer van het Decennium (jaren '90)

Onderscheidingen
- Chevalier of the Légion d'honneur: 1998